# Банана, Канаан
Кана́ан Соди́ндо Бана́на (англ. Canaan Sodindo Banana, 5 марта 1936, Эсифезини, Южная Родезия — 10 ноября 2003, Лондон, Великобритания) — первый Президент Зимбабве (18 апреля 1980 — 31 декабря 1987). Деятель освободительного движения в Родезии и Африканского национального союза Зимбабве (ЗАНУ), пастор.

## Биография
Родился в сельской коммуне Эсефизини недалеко от г. Булавайо. После окончания средней школы два года изучал богословие в семинарии и в 1962 году получил сан священника методистской церкви. Несколько лет служил священником. Позднее получил степень магистра теологии. В 1974—1975 годах учился в семинарии в США.
С конца 1960-х до 1975 года жил в эмиграции в США.
В начале 1970-х годов вступил в националистическую организацию Объединённый африканский национальный совет (ОАНС), боровшуюся против правящего режима Я. Смита легальными средствами. Был вице-президентом исполнительного комитета ОАНС. В 1975 году арестовывался.
В конце 1976 года после провала Женевской конституционной конференции по Родезии порвал с ОАНС и публично выступил против политики её лидера епископа А. Музоревы.
В 1977 году стал секретарём информационного отдела Движения народа — внутреннего крыла оппозиционной правящему режиму марксистской партии ЗАНУ, возглавляемой Р. Мугабе. активно участвовал в борьбе за свержение расистского режима. После запрещения Движения народа в 1977 году был арестован и пробыл 2 года в заключении.
После провозглашения независимости Зимбабве 11 апреля 1980 года парламентом страны был избран первым президентом независимого государства. В 1982 году был принят отдельный закон, запрещавший гражданам страны шутки, касающиеся его фамилии.
После ухода с поста президента был дипломатом при Организации африканского единства (в частности, участвовал в переговорах по прекращению кризиса в Либерии) и возглавлял религиозный факультет Зимбабвийского Университета.
Является автором африканской версии молитвы Отче наш: «Отче наш, научи нас требовать свою долю золота и прости нас за нашу смышлёность…».
В 1997 году был арестован и в 1998 году судим по обвинению в сексуальном насилии и содомии, выдвинутых в ходе судебного процесса об убийстве его бывшего телохранителя. Был признан виновным в одиннадцати эпизодах. Освобождён из-под ареста под залог и бежал в ЮАР. Отрицал все обвинения, заявив, что выдвинутые против него обвинения и показания были «патологической ложью» с целью уничтожить его политическую карьеру. Однако после личной встречи с президентом ЮАР Н. Манделой в декабре 1998 года вернулся на родину, где 18 января 1999 года был приговорён к 10 годам заключения (однако 9 лет — условно) и лишению церковного сана. Находился в заключении 6 месяцев (его жена в 2000 году получила политическое убежище в Великобритании).
Умер от рака 10 ноября 2003 года в Лондоне.